# Chaim Taub

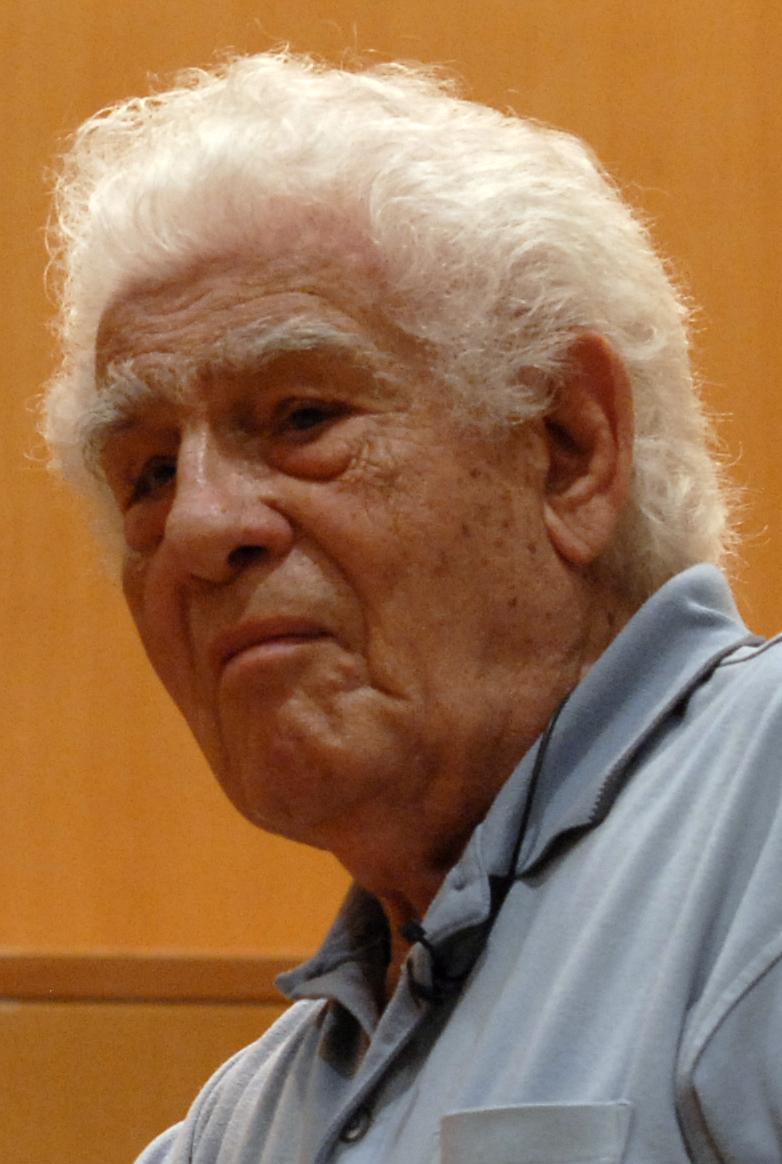
Chaim Taub, 2011

Chaim Taub (hebräisch חיים טאוב; * 1. August 1925 in Tel Aviv; † 25. Dezember 2024 in Ramat haScharon) war ein israelischer Geiger und Musikpädagoge.

## Leben
Taub begann seine Violinausbildung im Alter von neun Jahren. Er war zunächst Schüler von Ödön Pártos und setzte von 1947 bis 1951 sein Studium an der Juilliard School bei Ivan Galamian fort. Er wurde dann Erster Geiger des Pittsburgh Symphony Orchestra unter der Leitung von William Steinberg. Nach seiner Rückkehr nach Israel 1959 wurde er Mitglied und bald darauf Konzertmeister des Israel Philharmonic Orchestra, dem er bis 1988 angehörte. Ebenfalls 1959 gründete er mit Uri Pianka, Daniel Benyamini und Uzi Wiesel das Tel Aviv String Quartet, mit dem er zahlreiche Tourneen unternahm und Aufnahmen einspielte.
Taub galt als einer der wichtigsten Violinlehrer Israels. Er unterrichtete u. a. an der Samuel Rubin Israel Academy of Music (Buchmann-Mehta-Musikschule) in Tel Aviv und am Musikzentrum Keshet Eilon und gab auf Vermittlung von Johannes Wasmuth Sommerkurse im Künstlerbahnhof Rolandseck. Unter anderem waren der Dirigent und Geiger Daniel Cohen, John Storgårds und Misha Vitenson seine Schüler.